# Leroy-Somer
Pour les articles homonymes, voir Leroy et Somer.
Leroy-Somer est une entreprise française faisant partie du groupe Nidec Corporation. 
Créée en 1919 par Marcellin Leroy à Angoulême, Leroy-Somer est un spécialiste mondial en alternateurs industriels et en systèmes d'entraînement électromécanique et électronique.

## Histoire

### 1919-1958

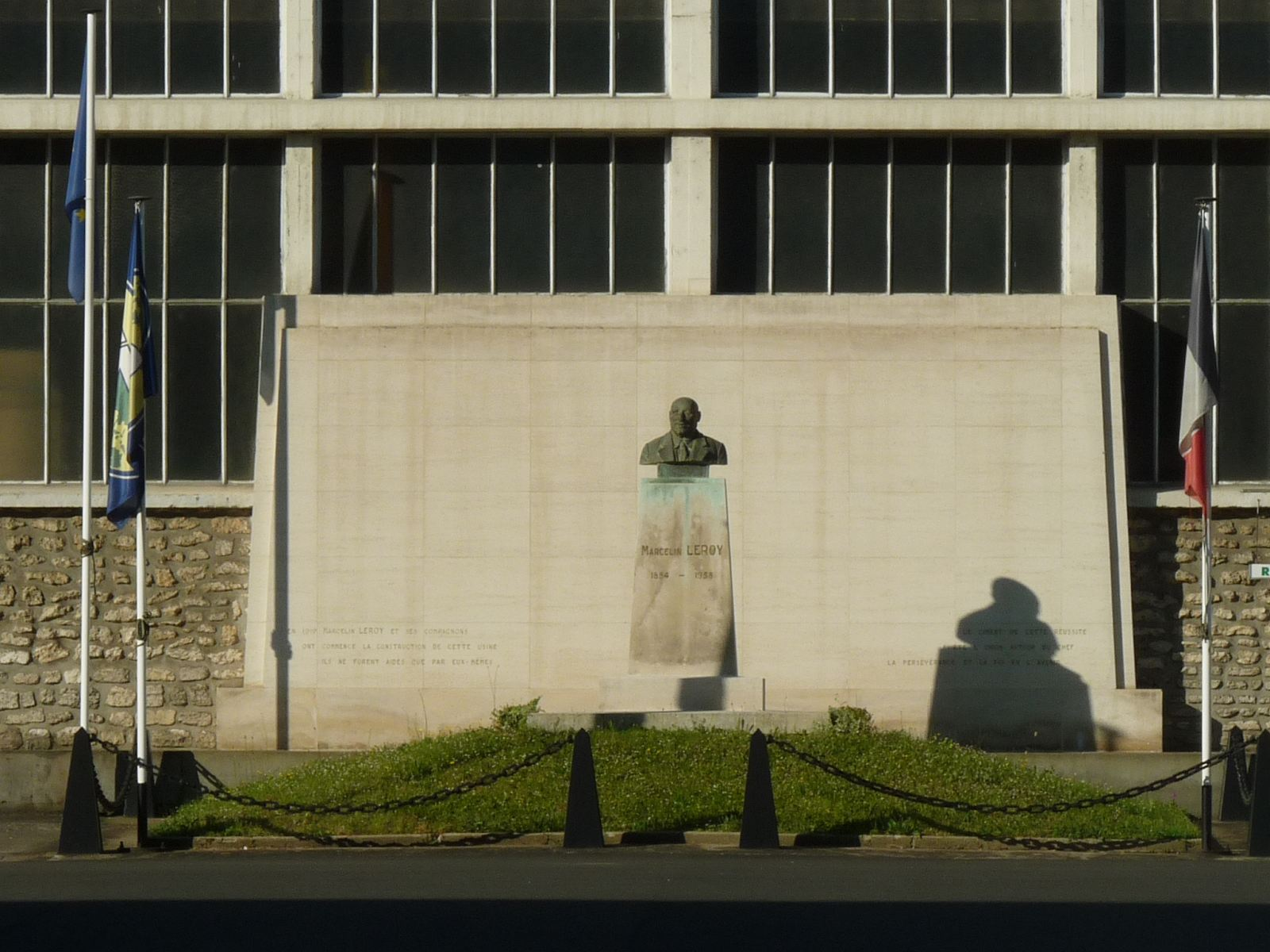
Mémorial de Marcellin Leroy

En 1919, Marcellin Leroy, jeune artisan originaire du Nord de la France, établit un atelier place Saint-Pierre à Angoulême, puis rue Léonard-Jarraud. Il pressent l’arrivée de ce qui deviendra une révolution : le moteur électrique. Toute sa vie durant, il n’aura de cesse de réaliser cette ambition : créer le mouvement à partir de l’énergie.
Soucieux de maîtriser sa chaîne d'approvisionnement, Leroy achète en 1921 les locaux désaffectés d'une ancienne chaudronnerie dans le quartier de Sillac et y installe son entreprise, où elle se trouve encore.
Dans les années 1930, l'entreprise fournit des moteurs à une toute nouvelle industrie, l'industrie frigorifique.
En 1947, il se lance dans la fabrication de nouveaux alternateurs, de motopompes, puis dans la fabrication du « moteur N ».

### 1958-1989

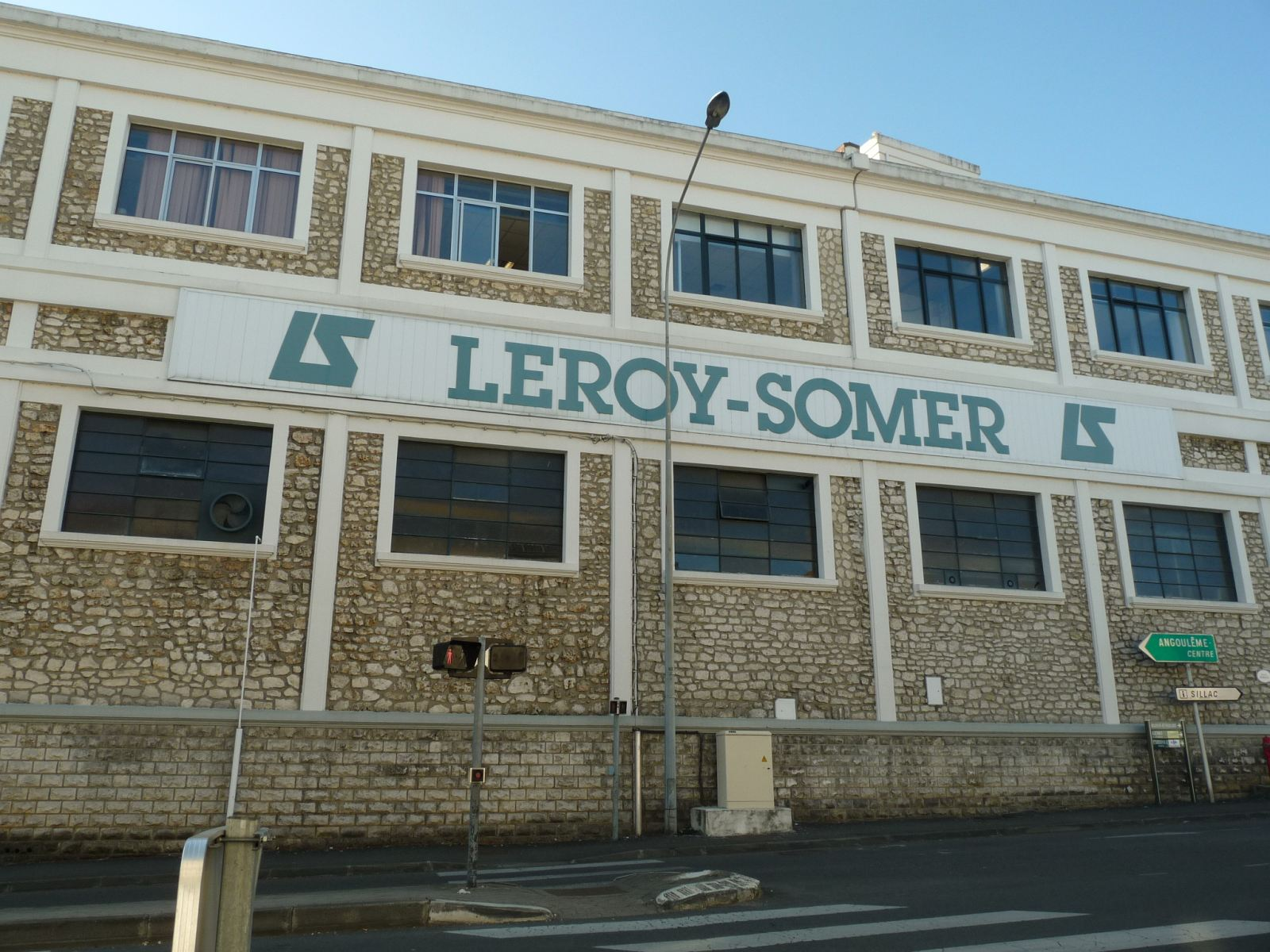
Première usine de Sillac

En 1958, Georges Chavanes, entré chez Leroy deux ans plus tôt, reprend les rênes de l’entreprise. Sa tâche sera d’organiser et de rationaliser la production, afin de répondre aux défis de l’ère industrielle. En moins de quinze ans, les grandes unités de production charentaises verront le jour.
Le 22 décembre 1967, la société Somer de Saint-Symphorien-d'Ozon est rachetée et l'entreprise Leroy est renommée Leroy-Somer.
Un réseau de filiales est mis en place dans les principaux pays européens. À partir de 1970, la création d’une division internationale permet à Leroy-Somer d’étendre ses activités commerciales.

### 1989-2016
En 1990, le groupe américain Emerson devient l’actionnaire unique de Leroy-Somer, et Claude Henry le président directeur général de Moteurs Leroy-Somer.

### 2016 à nos jours
Le 2 août 2016, Nidec Corporation, société japonaise, annonce l'acquisition de l'entreprise ainsi que de Control Techniques. Le montant de la transaction s'élève à 1,2 milliard de dollars. 
Le 31 janvier 2017, Nidec annonce avoir acquis la société Leroy-Somer. La direction de l'entreprise est confirmée. Leroy-Somer Holding est renommé en Nidec Leroy-Somer Holding. Le PDG, Shigenobu Nagamori, fait le déplacement à Angoulême pour rencontrer les équipes du groupe.

### Production
L’organisation industrielle repose sur cinq divisions (entraînements fractionnaires, moteurs industriels, électromécanique, électronique et alternateurs) et 38 unités de production (Europe, États-Unis, Mexique, Chine, Inde).

## Présence mondiale
En 1958, Leroy-Somer ouvre une première filiale commerciale en Italie. Dans les années 1960, devant la montée en puissance du commerce international, Leroy-Somer se dote d’une cellule internationale.
Dans les années 1990, la chute du mur de Berlin contribue au développement de l'entreprise dans les pays de l'Europe de l'Est.
470 points de vente et de service Leroy-Somer sont répartis dans le monde.
Au cours des années 2000, devant la montée en puissance des économies émergentes, Leroy-Somer crée des usines dans ces pays, particulièrement en Asie.
Parallèlement, en France puis en Europe, se développe un réseau de partenaires agréés, qui apportent divers services : assistance technique, maintenance, réparation, disponibilité des produits…